# Wet bias
Wet bias [ˈwɛt ˈbaɪəs] (englisch, in etwa „Nässe-Bias“) beschreibt das unter Meteorologen (meist absichtlich) auftretende Phänomen, die Wahrscheinlichkeiten für Niederschlag  höher anzugeben, als aus empirischen Daten hervorgeht, mit dem Ziel, einen umgekehrten Bias vieler Zuschauer bei der Interpretation der Angaben zu kompensieren.
Für den US-Fernsehsender The Weather Channel wurde nachgewiesen, dass dessen Wettervorhersagen bei geringen Wahrscheinlichkeiten für Niederschlag (nicht aber bei hohen Niederschlagswahrscheinlichkeiten) dem wet bias unterliegen. So wird beispielsweise eine 5-prozentige Wahrscheinlichkeit für Niederschlag als 20-prozentige Niederschlagswahrscheinlichkeit angegeben. Niederschläge, die mit einer hohen Wahrscheinlichkeit auftreten (z. B. mit 60 %) werden hingegen mit korrekter Wahrscheinlichkeitsangabe vorhergesagt. Einige lokale US-Fernsehsender sind von einem signifikant stärkeren wet bias betroffen, indem sie oft von einer 100-prozentigen Wahrscheinlichkeit für Niederschlag berichten, obwohl die tatsächliche Niederschlagswahrscheinlichkeit nur 70 % beträgt.
Der Terminus wet bias wird genutzt, weil er einen systematischen Fehler (englisch „systematic error“ oder „bias“) bei der Vorhersage von Niederschlägen beschreibt.

## Entdeckung
2002 begann Eric Floehr, damals Doktorand an der Ohio State University, historische Daten von Wettervorhersagen für die USA von The Weather Channel und AccuWeather sowie vom nichtkommerziellen staatlichen National Weather Service zu sammeln und veröffentlichte die Daten auf der Website ForecastWatch.com. Floehr stellte fest, dass die Vorhersagen der beiden kommerziellen Anbieter durch einen Bias verfälscht waren: Deren Wettervorhersagen gaben Niederschläge regelmäßig mit einer höheren Wahrscheinlichkeit an, als sie letztendlich eingetreten sind. Die Vorhersagen des National Weather Service waren nicht von Bias betroffen, wohingegen bei den Wetterberichten des Weather Channel ein Bias bei geringen Niederschlagswahrscheinlichkeiten vorzufinden war: Wenn der Weather Channel eine 20%ige Wahrscheinlichkeit für Niederschlag vorhersagte, regnete es historisch nur in 5 % der Fälle, während eine berichtete 70%ige Wahrscheinlichkeit für Niederschlag oft mit der tatsächlichen Häufigkeit von übereinstimmte.
Der Blogger Dan Allan merkte an, dass der Weather Channel auch bei hochprozentigen Niederschlagswahrscheinlichkeiten vom wet bias betroffen sei, da Wahrscheinlichkeiten von 90 % oder höher auf 100 % aufgerundet werden. Lokale Fernsehsender tendieren dazu, die Wahrscheinlichkeit für Niederschläge durchgehend signifikant höher zu beziffern (außer bei sehr geringen Werten von beispielsweise 10 %, die meist als 0-prozentige Niederschlagswahrscheinlichkeit angegeben werden). Der wet bias, welcher innerhalb der Wettervorhersage-Gemeinschaft schon seit einiger Zeit bekannt ist, erlangte erst durch Nate Silvers 2012 veröffentlichtem Buch The Signal and the Noise (deutscher Titel: Die Berechnung der Zukunft) öffentliche Bekanntheit.

## Gründe für denwet bias
Laut Silver gestand der Weather Channel ein, niedrige Niederschlagswahrscheinlichkeiten mit einem höheren Prozentwert anzugeben. Dies begründet sich durch folgende Anreize: Wenn der korrekte (geringe) Wert für die Niederschlagswahrscheinlichkeit angegeben würde, könnten Zuschauer die Vorhersage so interpretieren, dass keine Wahrscheinlichkeit für Regen bestehe und sich daraufhin ärgern, falls es doch regnen sollte. Anders ausgedrückt: Die Tendenz, dass die Zuschauer ihre Verlustaversion (englisch loss aversion) unterschätzen und dadurch bei geringer Niederschlagswahrscheinlichkeit ihr Kosten-zu-Verlust-Verhältnis (englisch cost-loss ratio) falsch kalkulieren, kompensiert der Weather Channel, indem er absichtlich zu hohe Wahrscheinlichkeiten angibt. Silver zitiert Dr. Rose vom Weather Channel: „Wenn die Vorhersage objektiv wäre, wenn sie null Bias beim Niederschlag hätte, dann würden wir in Schwierigkeiten stecken.“